# Hoodia
Hoodia  es un género con 12 especies aceptadas de plantas fanerógamas en la familia Apocynaceae, subfamilia Asclepiadoideae.

## Descripción
Tiene tallos suculentos, descritos como "cactiformes"  debido a su marcada similitud con la familia no emparentada de los cactus.  Pueden alcanzar 1 m de altura, y tener grandes flores, con colores carnosos y fuerte aroma. 
Muchas species de  Hoodia  son plantas protegidas, típicas del desierto de Namib, desde Namibia central al sur de Angola, especialmente en planicies y áreas rocosas. Nombres comunes incluyen a "sombrero de bosquimano",  "Reina de Namib". Los bosquimanos la nombran como Xhoba (IPA: ǁɔbɑ).  El sonido inicial es un clic.
Varias especies se cultivan como ornamentales,  y una especie, Hoodia gordonii, está siendo investigada por la posibilidad de usarla como anoréxico.

## Taxonomía
El género fue descrito por Sweet ex Decne. y publicado en Prodromus Systematis Naturalis Regni Vegetabilis 8: 664. 1844.

## Especies
- Hoodia alstonii
- Hoodia currorii (sin. H. lugardii, H. macrantha
- Hoodia dregei
- Hoodia flava
- Hoodia gordonii (sin. Stapelia gordonii)
- Hoodia juttae
- Hoodia mossamedensis
- Hoodia officinalis (sin. H. delaetiana)
- Hoodia parviflora
- Hoodia pedicellata
- Hoodia pilifera (sin. H. annulata, H. grandis, H. pillansii)
- Hoodia triebneri (sin. H. foetida)[4]